# Саверн
Саве́рн (фр. Saverne, savɛʁn; эльз. Zàwere, ˈd̥sɐːvəʁə; нем. Zabernо файле, Ца́берн) — город и коммуна на востоке Франции в регионе Гранд-Эст (бывший Эльзас — Шампань — Арденны — Лотарингия), департамент Нижний Рейн, округ Саверн (супрефектура), кантон Саверн.
Через коммуну проходит судоходный канал Рейн-Марна и протекает река Цорн. Площадь коммуны — 26,01 км², население — 11 907 человек (2006) с тенденцией к стабилизации: 11 609 человек (2013), плотность населения — 446,3 чел/км². Город расположен у вогезского горного прохода Zaberne Steige, воспетого Гёте в «Dichtung und Wahrheit».

## История
Саверн или Цаберн был основан римлянами как стоянка (военный пост) «Tres Tabernae» на построенной ими стратегической дороге Страсбурга в Мец. В 355 году укреплённый городок был разрушен алламанами. В VIII веке эта территория была заселена племенами алеманнов. Во времена Франкского государства Саверн принадлежал епископам Меца, с XII века — Страсбургу. В 1414—1789 годах здесь находилась резиденция страсбургских епископов. 

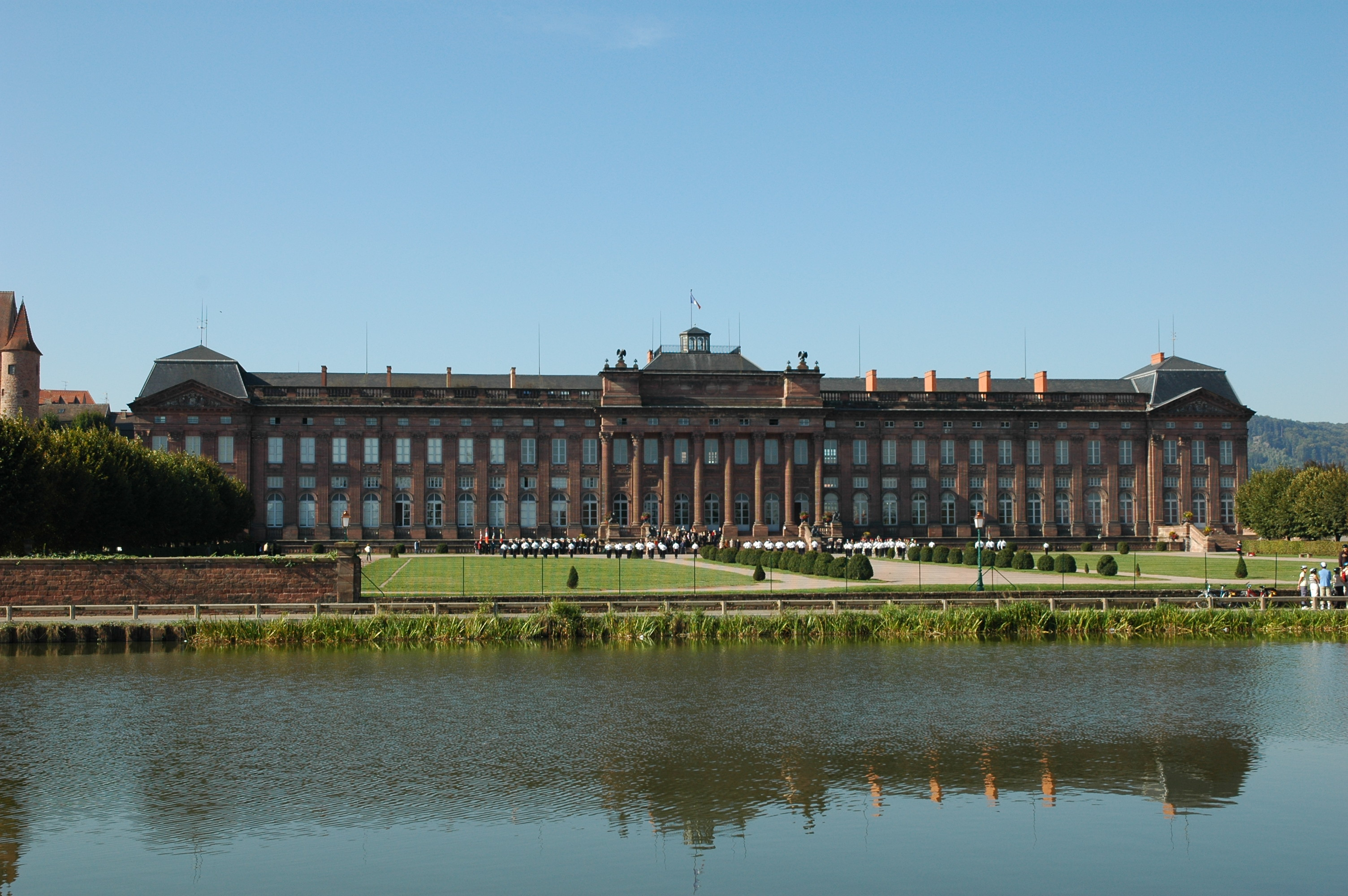
Дворец Рогана (1780-90) — резиденция кардинала Рогана, замешанного в деле об ожерелье королевы.

В XIV—XV веках, во время Столетней войны, Саверн неоднократно подвергался нападениям как английских войск, так и отрядов армии Арманьяков.
В период Крестьянской войны в Германии в 1525 году в Цаберне находился штаб восставших во главе с Эразмом Гербером. После того, как герцог Антуан дал слово помиловать восставших и отпустить их по домам, крестьяне сложили оружие. Тем не менее ландскнехты герцога устроили среди безоружных резню, убив 18 000 крестьян.
Также и во время Тридцатилетней войны Цаберн не раз переходил из рук в руки. Согласно условиям Вестфальского мира, Саверн возвращался во владение страсбургским епископам которые, начиная с 1704 года, принадлежали к французскому аристократическому роду Роган.
После франко-прусской войны город, как и весь Эльзас, становится частью Германской империи; здесь размещаются в 1877—1890 годах один, а в 1890—1918 годах — два пехотных батальона германской армии. В 1913 году один из офицеров умышленно публично оскорбил местное эльзасское население, что привело к волнениям и демонстрациям эльзасцев и, как следствие — к конституционному кризису в Берлине (Цабернский инцидент). После Первой мировой войны Саверн вновь входит в состав Франции.

## Население
Население коммуны в 2011 году составляло 11 685 человек, в 2012 году — 11 730 человек, а в 2013-м — 11 609 человек.
| 1962 | 1968 | 1975  | 1982  | 1990  | 1999  | 2006  | 2008  | 2011  | 2012  | 2013  |
| ---- | ---- | ----- | ----- | ----- | ----- | ----- | ----- | ----- | ----- | ----- |
| 9056 | 9682 | 10170 | 10327 | 10278 | 11201 | 11907 | 11989 | 11685 | 11730 | 11609 |

Динамика населения:

## Экономика
В 2010 году из 7702 человек трудоспособного возраста (от 15 до 64 лет) 5567 были экономически активными, 2135 — неактивными (показатель активности 72,3 %, в 1999 году — 72,1 %). Из 5567 активных трудоспособных жителей работали 4899 человек (2583 мужчины и 2316 женщин), 668 числились безработными (343 мужчины и 325 женщин). Среди 2135 трудоспособных неактивных граждан 691 были учениками либо студентами, 656 — пенсионерами, а ещё 788 — были неактивны в силу других причин.

## Достопримечательности (фотогалерея)

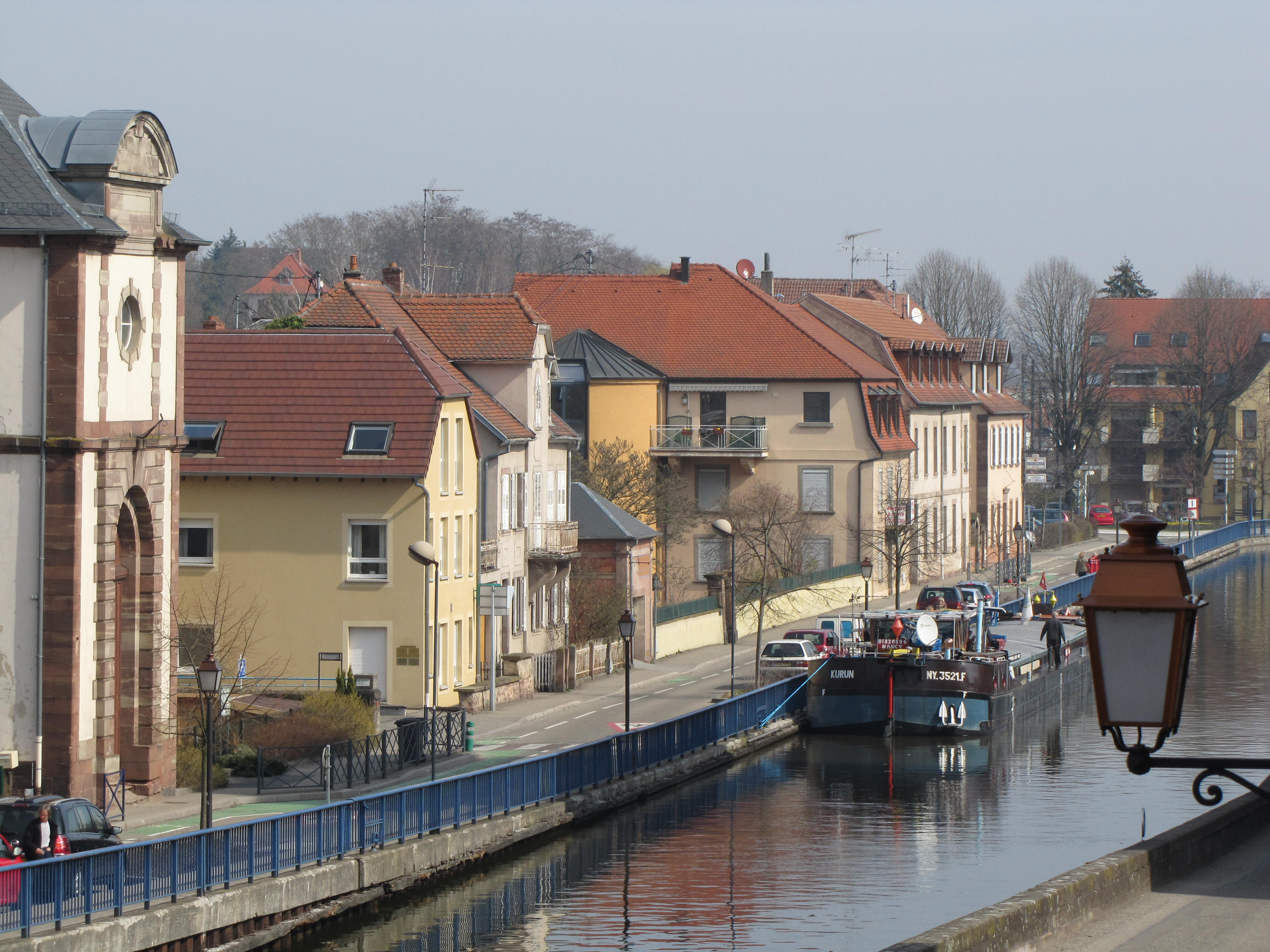
Канал Рейн-Марна
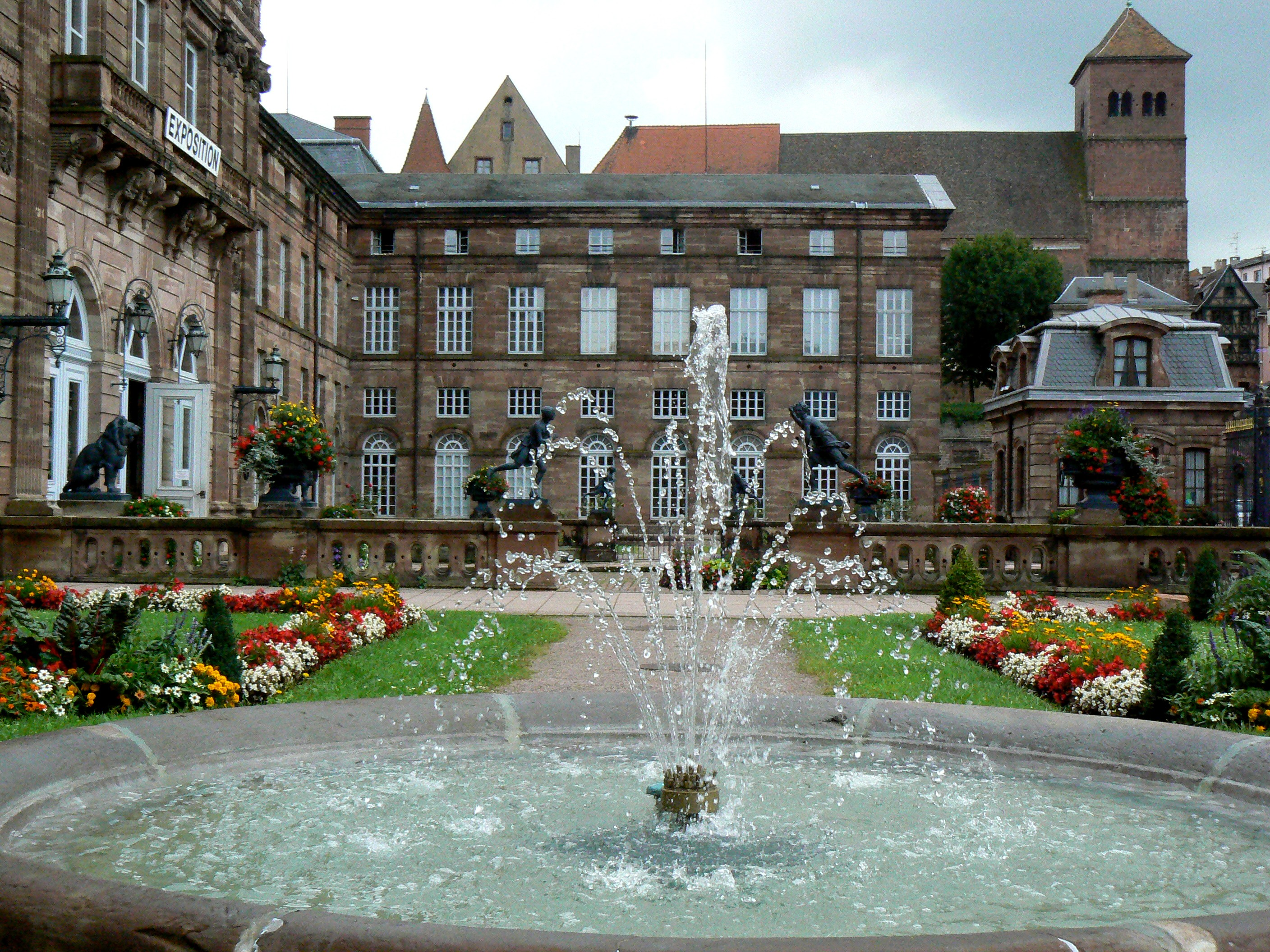
Шато и городской собор
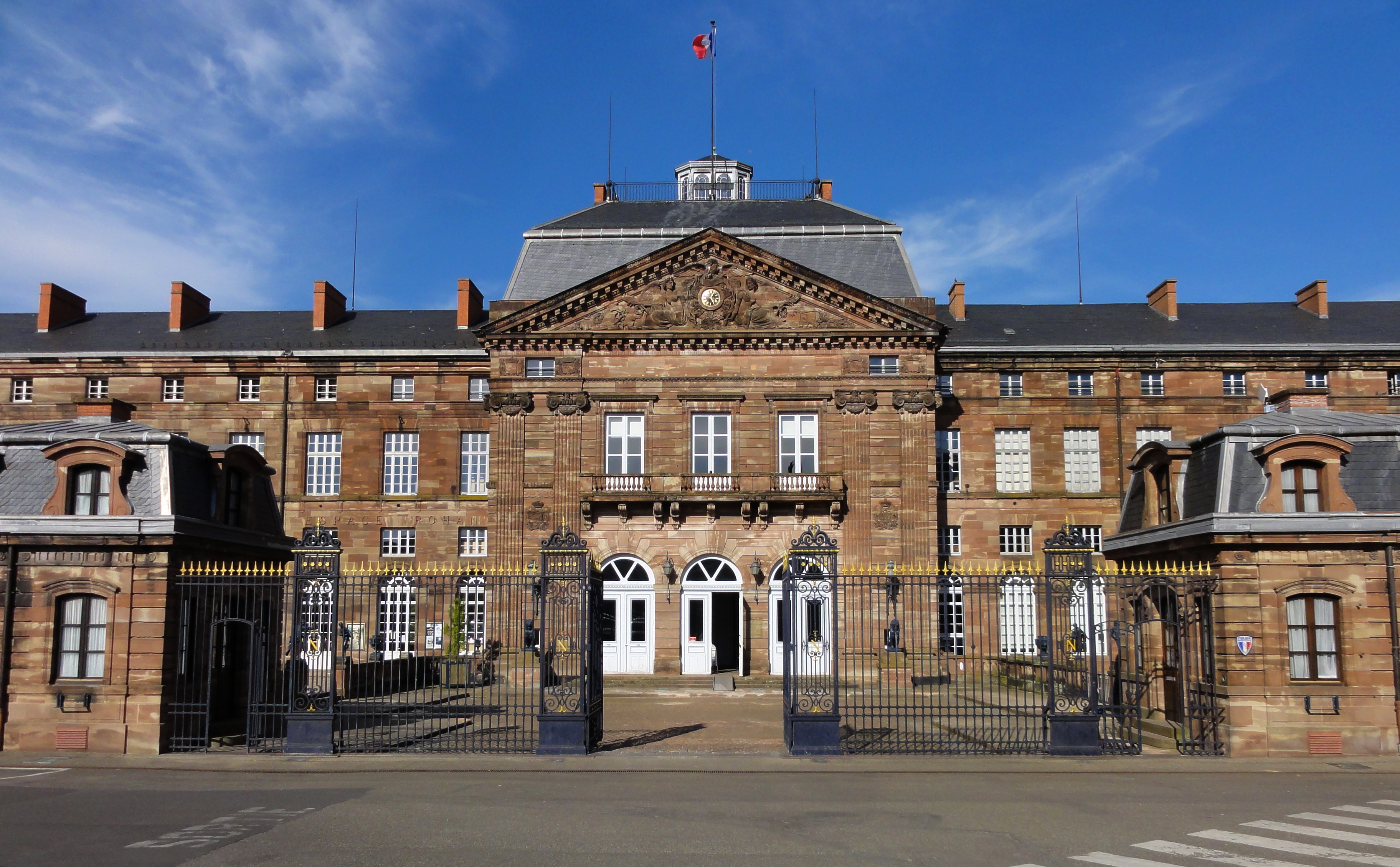
Шато
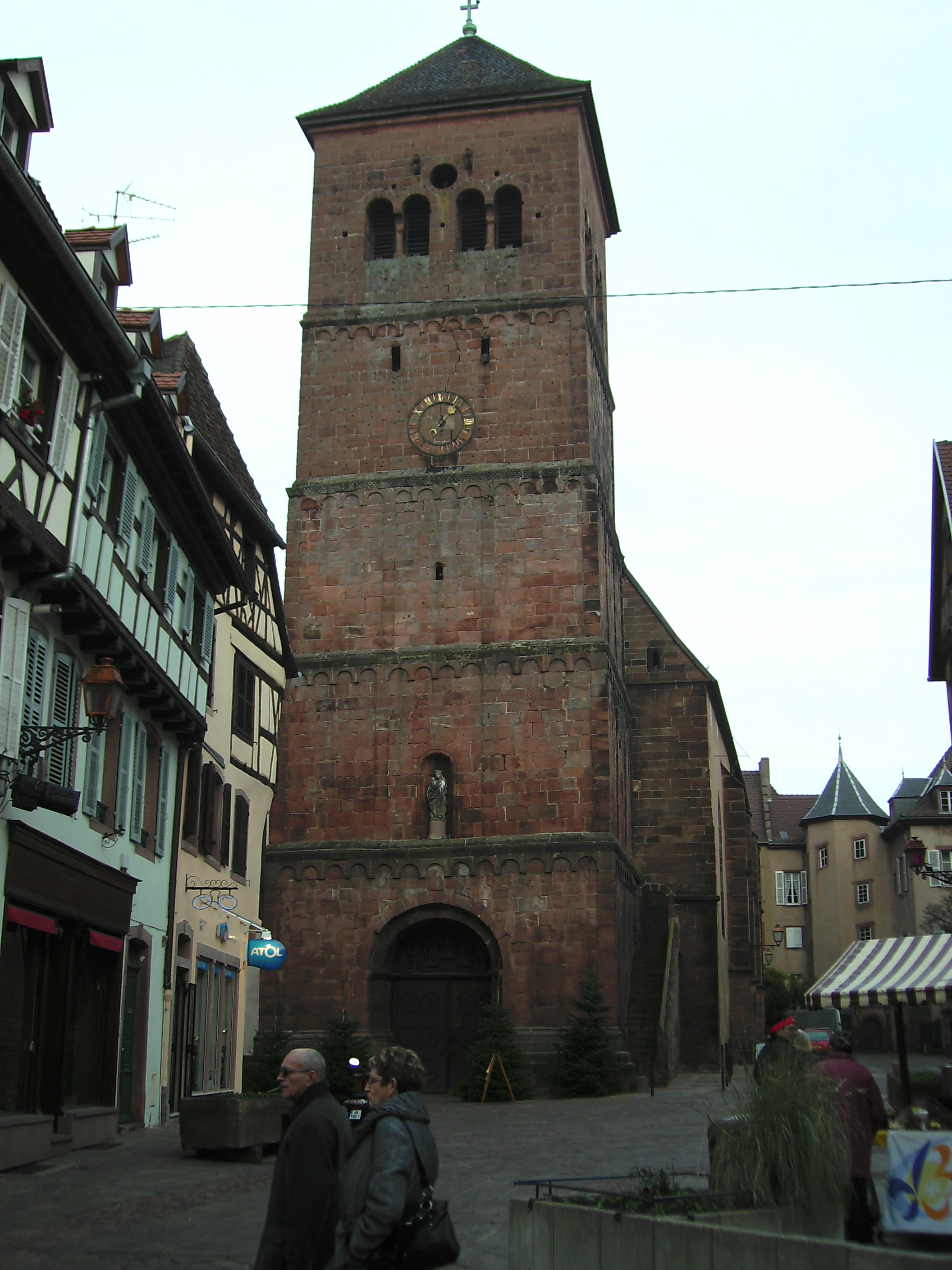
Романская западная башня собора Нотр-Дам
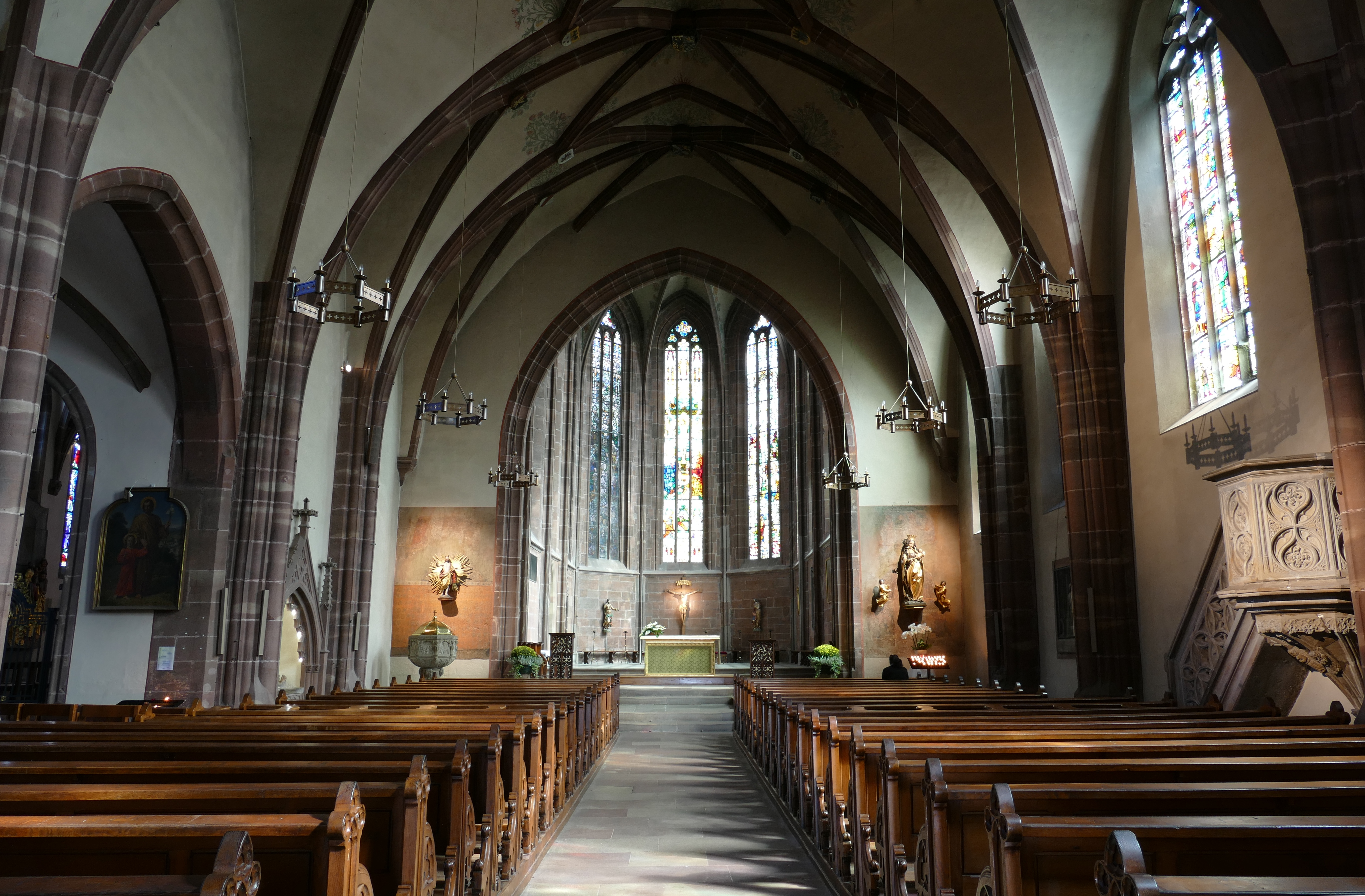
Интерьер
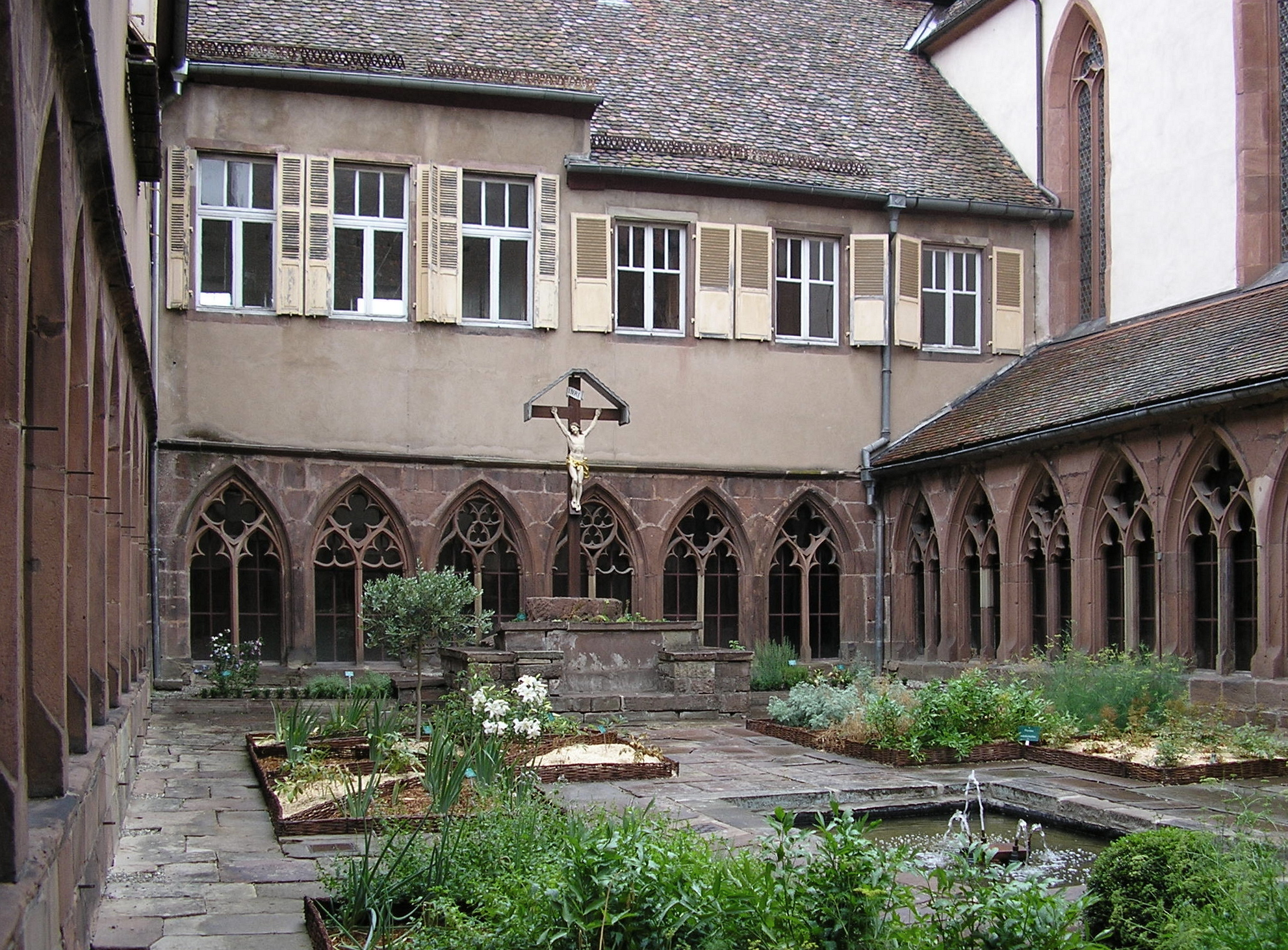
Церковь аббатства Реколье
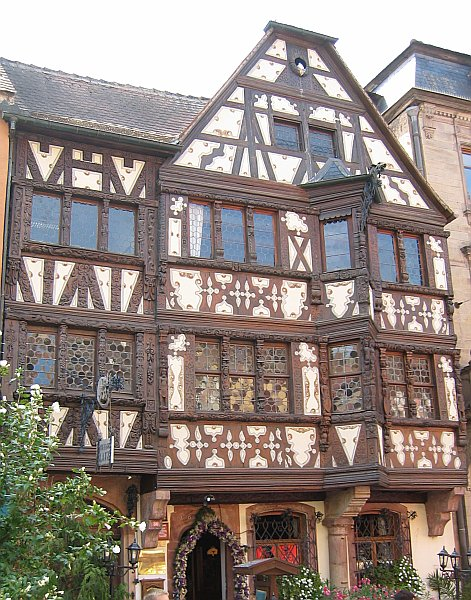
Фахверк Дом Кота ("Maison Katz"), Позднее Возрождение, (1605)
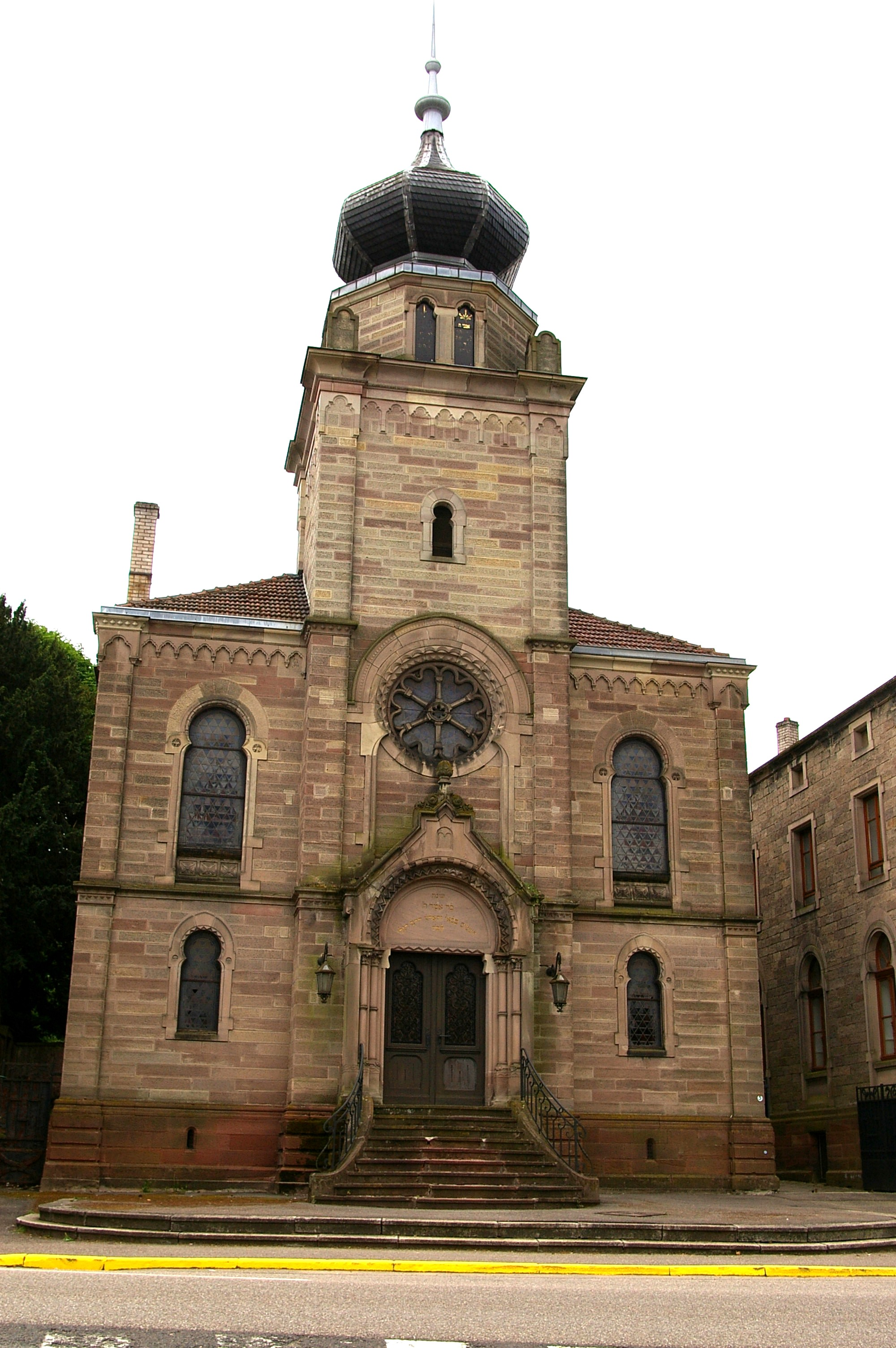
Савернская синагога
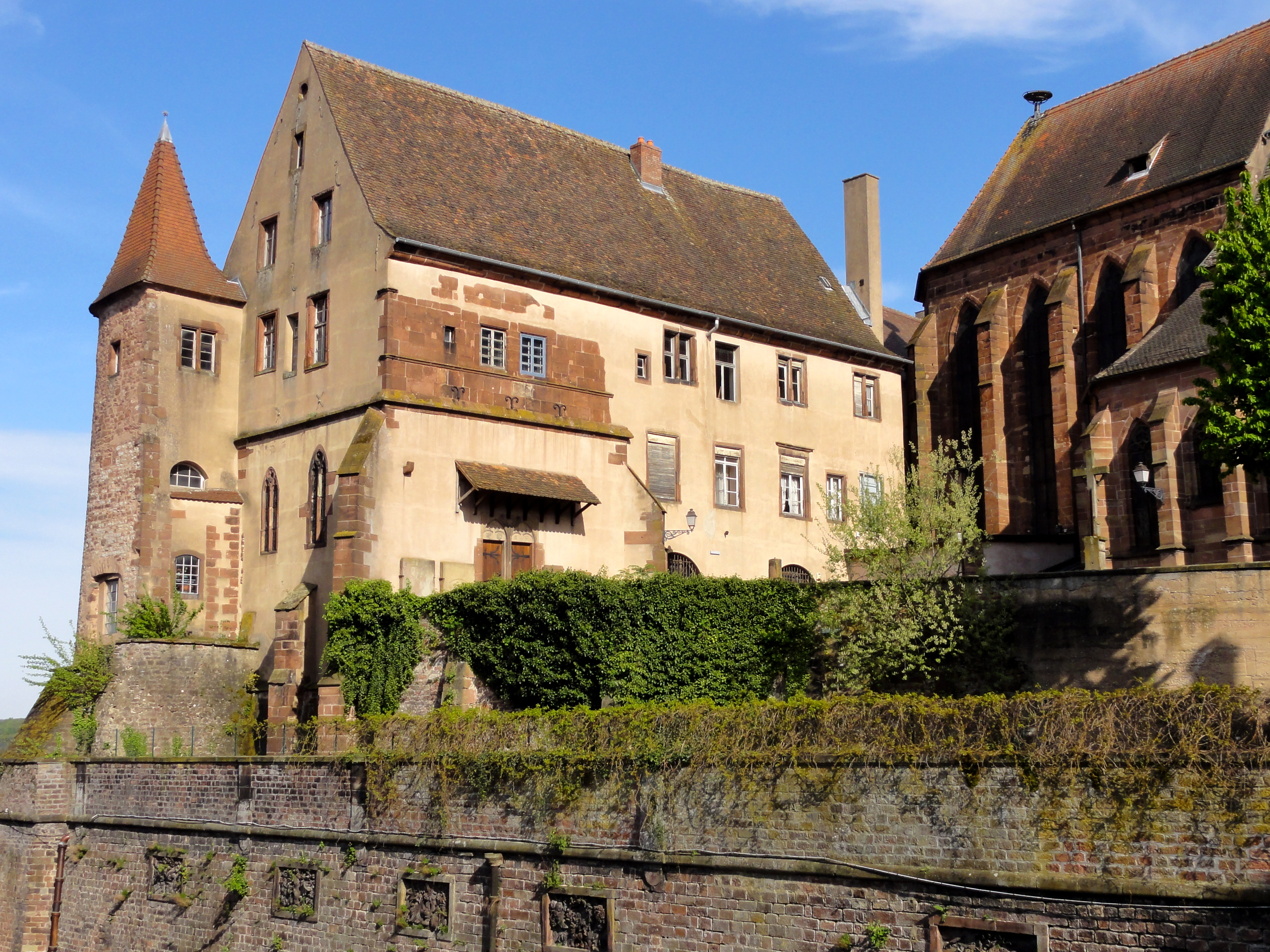
Оберхоф — резиденция епископа (XVI—XVII век)
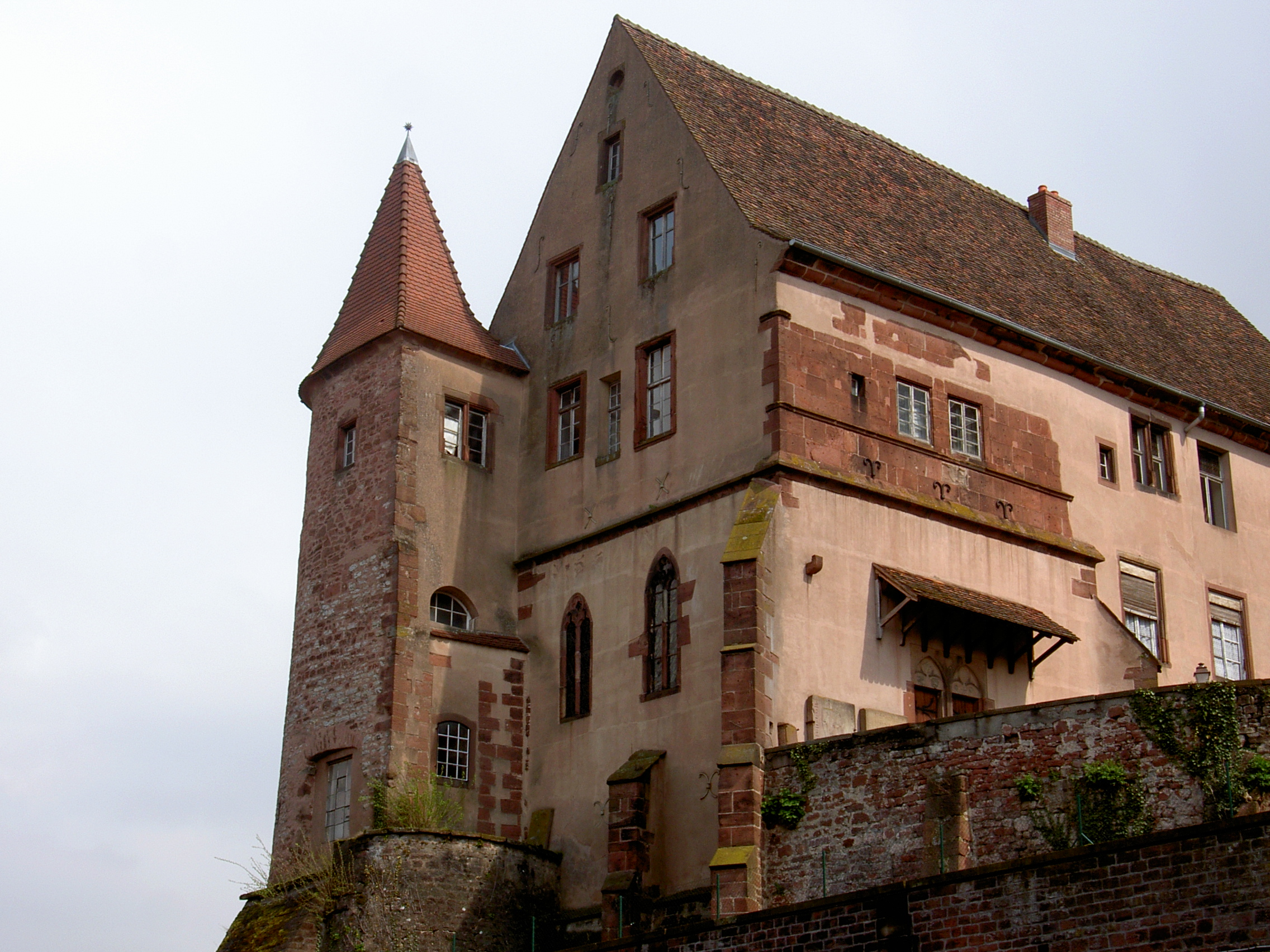
Оберхоф
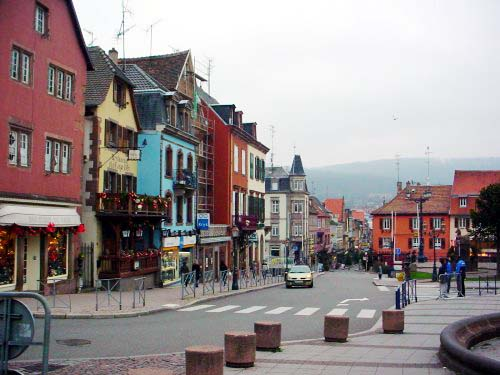
Центр Саверна
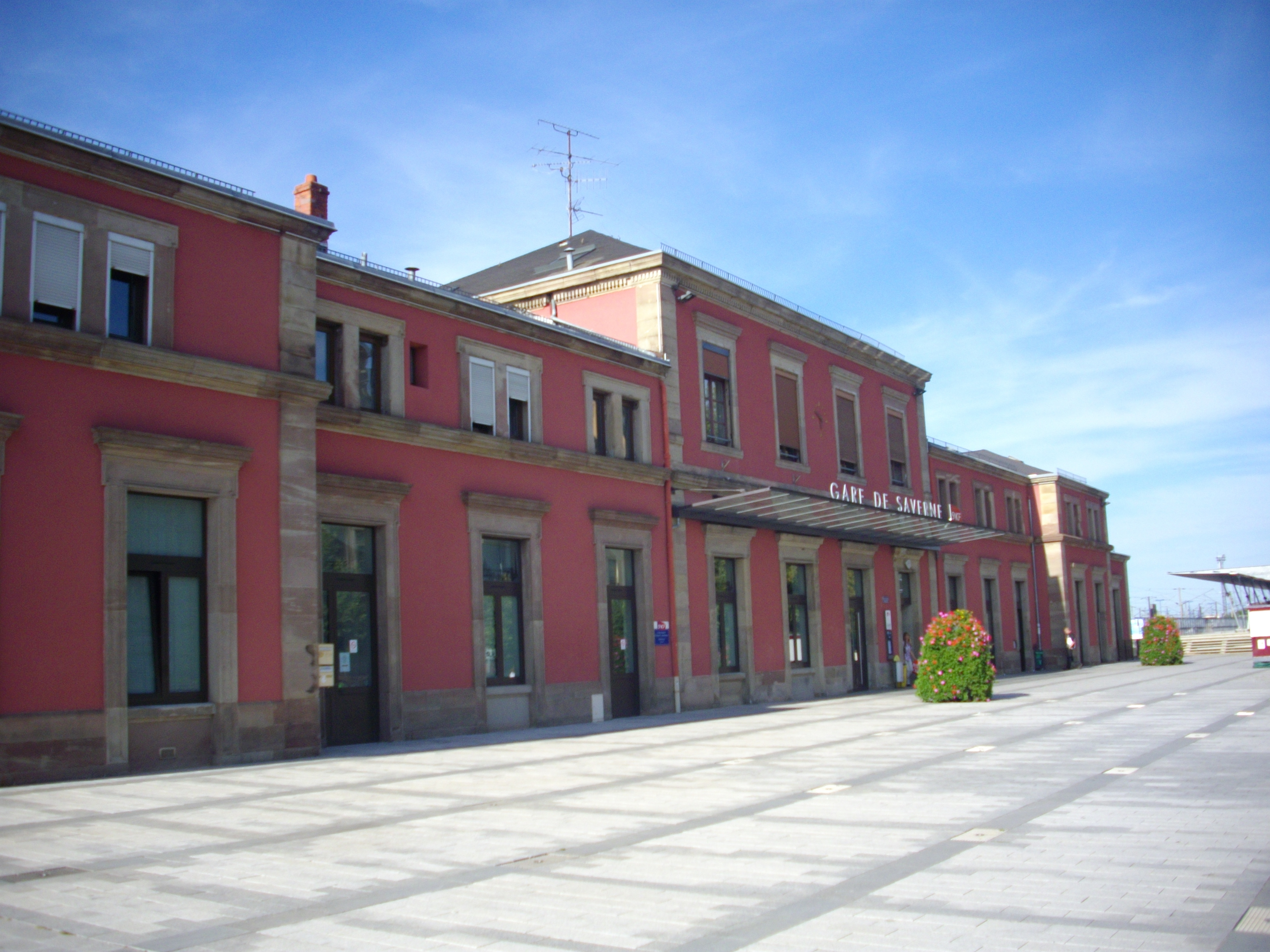
Здание вокзала
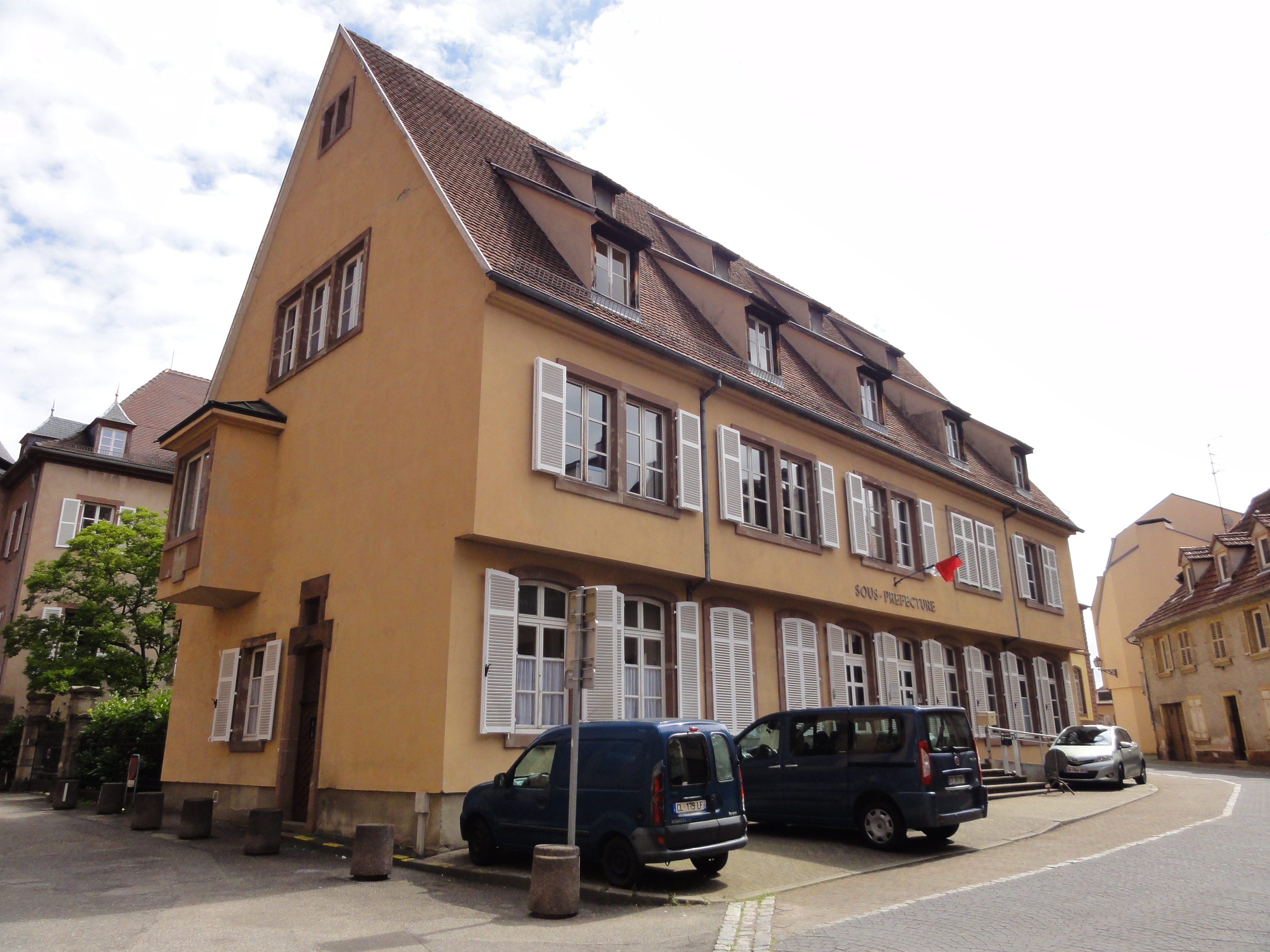
Здание супрефектуры
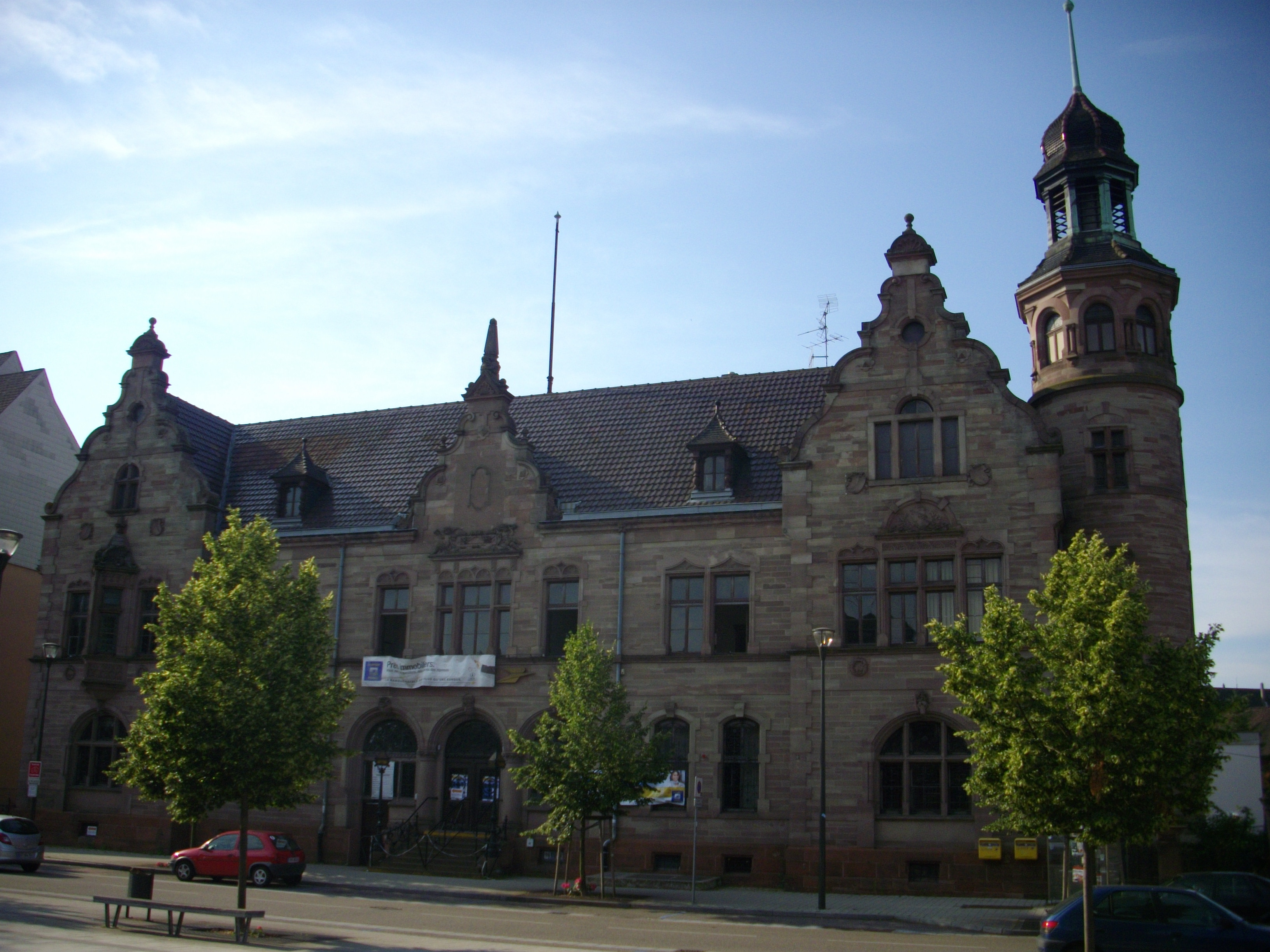
Здание почты
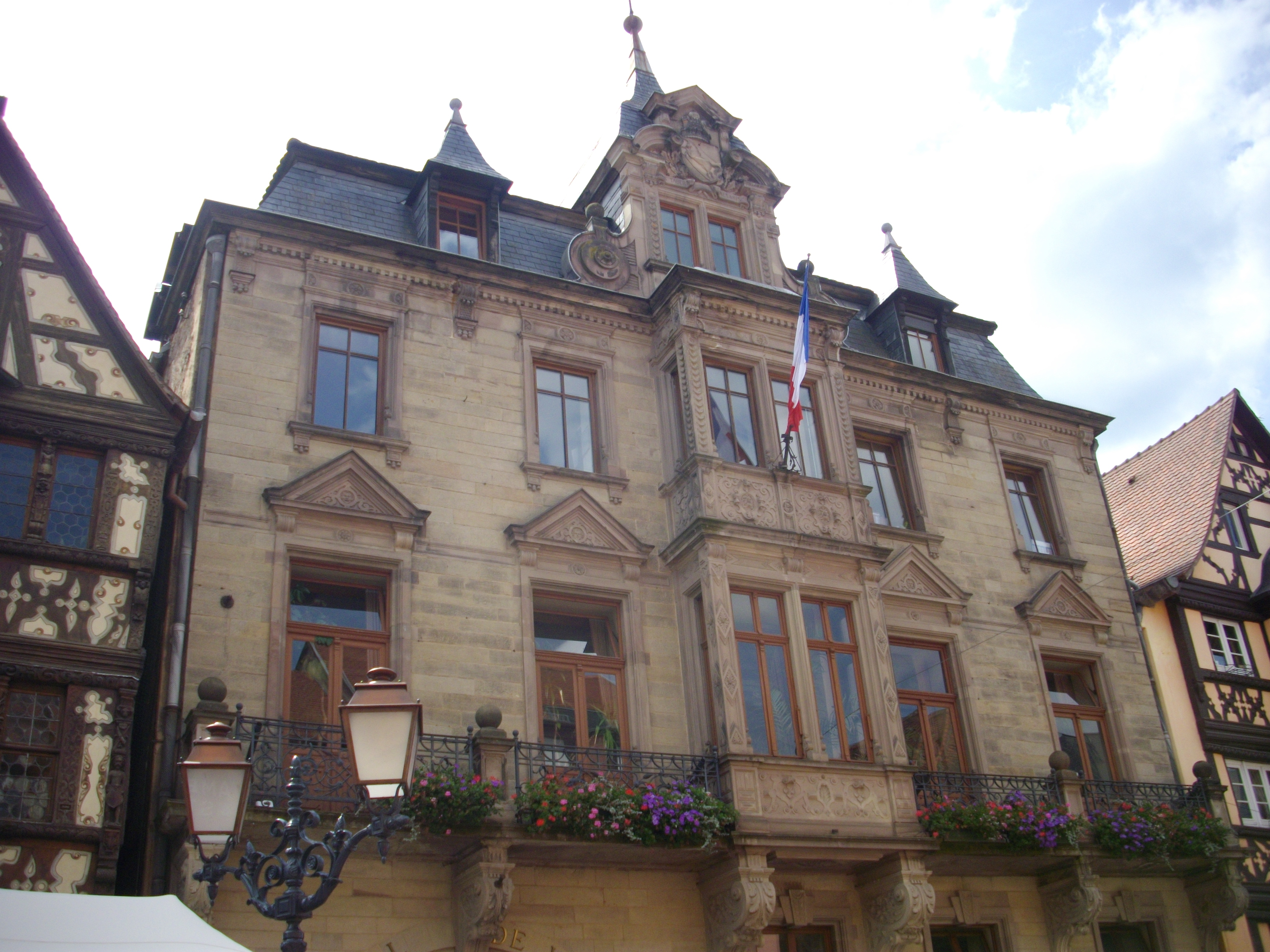
Здание отеля
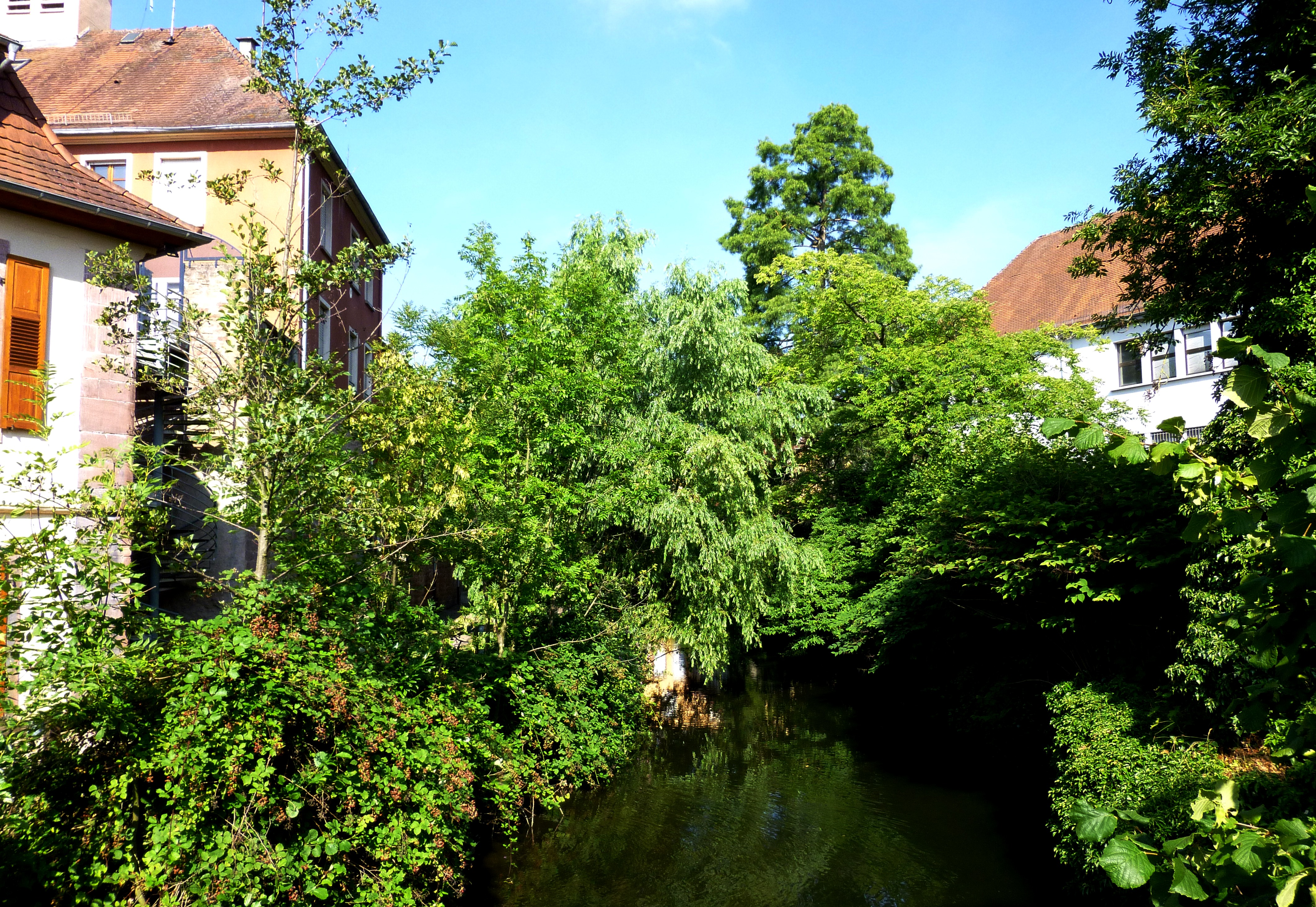
Река Цорн в черте города

## Города-партнёры
- Донауэшинген, Германия
- Леоминстер, Англия
- Млава, Польша
- Покров, Россия